# Anopheles pictipennis
Anopheles pictipennis is een muggensoort uit de familie van de steekmuggen (Culicidae). De wetenschappelijke naam van de soort is voor het eerst geldig gepubliceerd in 1865 door Philippi.